# Shahrestān di Taleqan
Lo shahrestān di Taleqan (farsi شهرستان طالقان) è uno dei quattro shahrestān della provincia di Alborz, il capoluogo è Taleqan.